# Ipolyi-gyűjtemény
Az Ipolyi-gyűjtemény Ipolyi Arnold püspök és művészettörténész magángyűjteménye. 14–15. századi olasz, német és németalföldi festmények, középkori magyar táblaképek, régi magyar ötvösmunkák, gobelinek, szőnyegek és néprajzi tárgyak és 19. századi festmények alkották. Végrendeletének értelmében nagyobb része az esztergomi Keresztény Múzeumba került, egy része ajándékként az Országos Képtárba és Nemzeti Múzeumba.